# Bathydrilus rusticus
Bathydrilus rusticus är en ringmaskart som beskrevs av Erséus 1991. Bathydrilus rusticus ingår i släktet Bathydrilus och familjen glattmaskar. Inga underarter finns listade i Catalogue of Life.